# Hypsoprora w-album
Hypsoprora w-album är en insektsart som beskrevs av Buckton. Hypsoprora w-album ingår i släktet Hypsoprora och familjen hornstritar. Inga underarter finns listade i Catalogue of Life.